# کلاوککالا
کِلاوْکْکالا (فنلاندی: [ˈklɑu̯ˌk:ɑlɑ], سوئدی: Klövskog) روستایی در نزدیکی هلسینکی در جنوبی‌ترین نقطه نورْمیارْوی در منطقه اوسیما، فنلاند است که در مجاورت دریاچه والکیاروی قرار گرفته است. این منطقه مسکونی و تجاری علیرغم این واقعیت که به‌طور رسمی وضعیت یک روستا را دارد، اغلب به اشتباه تصور می‌شود که به دلیل وسعت و ساختارش یک شهر جداگانه است. 
کِلاوْکْکالا بیش از ۲۰۰۰۰ نفر جمعیت دارد و سریعترین رشد را در نورْمیارْوی دارد. تقریباً نیمی از کل جمعیت منطقه درکِلاوْکْکالا زندگی می‌کنند. در واقع افزایش جمعیت در دهه ۱۹۶۰ اتفاق افتاد و از آن دهه کِلاوْکْکالا مهاجرت قابل توجهی دارد. کِلاوْکْکالا از آنجایی که روستایی با فاصله نیم ساعت از مرکز هلسینکی است، به ویژه خانواده‌های دارای فرزند را به خود جذب می‌کند. متأسفانه به دلیل رشد بسیار زیاد جمعیت، این روستا به دلیل تردد روزافزون خود نیز بدنام است که باعث ایجاد مشکلات محلی در صبح و بعد از ظهر می‌شود.
در اوایل دهه ۲۰۰۰، بسیاری از خانه‌های مجزا در کِلاوْکْکالا ساخته شد، اما اکنون وضعیت تغییر کرده‌است زیرا تا سه چهارم خانه‌های جدید بصورت مجتمع آپارتمانی هستند.

## ریشه نام
کِلاوْکْکالا در فنلاندی به منزلگاه (خاندان) موسوم بوده‌است که به نوبه خود شامل نام میزبان اولیه خانه، گونه‌ای از نام نیکولاس و همچنین کلاوس، کلاووس و کلووس در سوئدی است. نام منزلگاه در اصل فنلاندی است و میزبان آن، کِلاوْکا نام دارد. نام‌های روستایی که در تاریخ استفاده شده‌است عبارتند از کلوکسکوگ در سال ۱۵۲۷، کِلوکْسْکوبی در سال ۱۵۴۰، کِلِکِسْکوبی در سال ۱۵۴۴، کلاوکو در سال ۱۷۱۰ و کلاوکالا هممی در سال ۱۸۳۵. نام کِلاوْکْکالا به‌طور رسمی در سال ۱۸۶۶ تأسیس شد. در نام سوئدی امروزی کلوفسکوگ، قسمت اول klöv به معنی سُم و قسمت دوم skog به معنای جنگل است.

## تاریخ

### تاریخ اولیه

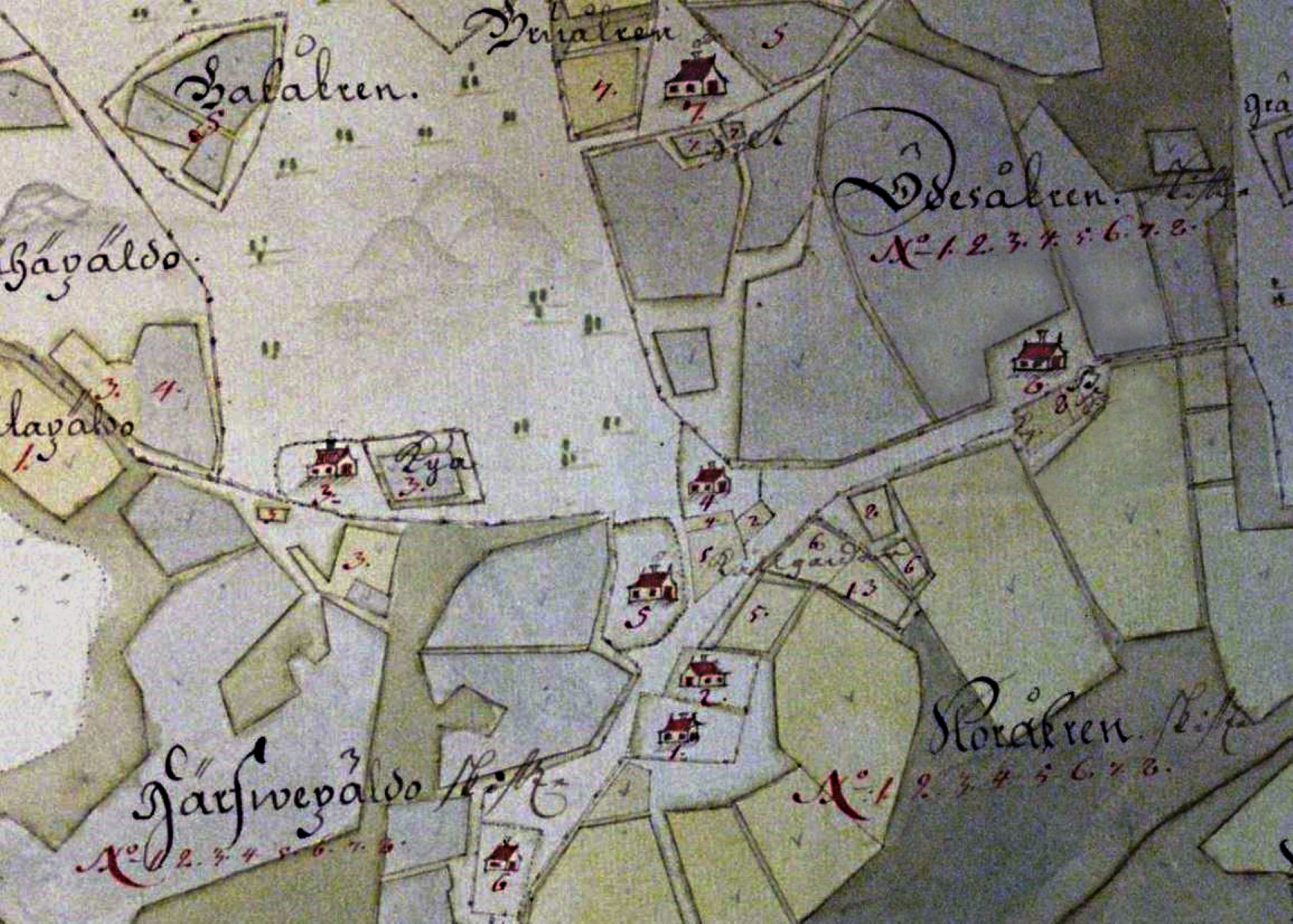
نقشه قدیمی روستای کِلاوْکْکالا ۱۷۲۴.

اولین اشارات تاریخی به کِلاوْکْکالا به قرن ۱۶ برمی‌گردد، در آن زمان این روستا بخشی از ناحیه وانتا در هلسینکی بود (فنلاندی: Helsingin pitäjä). ساکنان اولیه عمدتاً هامالایْسِتْ (قبیله‌ای تاریخی و مدرن از مردم فنلاند قدیم) بودند. در دهه ۱۵۴۰ حدود ۱۱ خاندان در کِلاوْکْکالا وجود داشت که در مجموع پنج مالیات کامل شامل آنان بود: وییری، تیلکا، گونْناری، اولْلی، هیوتی، سِپْپالا و کلاوکا که قدیمی‌ترین منزلگاه روستا بود. از کِلاوْکْکالا در دهه ۱۵۰۰ به عنوان روستایی مرفه‌نشین یاد شده‌است.
جمعیت کِلاوْکْکالا تا اوایل قرن هفدهم تقریباً ثابت ماند، اما پس از آن به دلیل جنگ‌های ابرقدرت‌ها شروع به کاهش کرد، تا اینکه سال‌های قحطی بزرگ (قحطی بزرگ ۱۶۹۷–۱۶۹۵، قحطی فاجعه‌باری بود که استونی، فنلاند، لتونی، نروژ و سوئد امروزی را تحت تأثیر قرار داد که همگی جز نروژ بخشی از امپراتوری سوئد به‌شمار می‌آمدند. بدترین مناطق آسیب دیده استان فنلاند سوئد و نورلند در سوئد بودند) در دهه ۱۶۹۰ جمعیت را حدود ۲۰ درصد کاهش داد. اواسط قرن ۱۸، جمعیت به‌طور قابل توجهی به دلیل مهاجرت بدون تابعیت افزایش یافت.

### قتل با تبر و جنگ داخلی
در اواخر قرن نوزدهم، کِلاوْکْکالا به دلیل یک کشتار که در ۱۰ می ۱۸۹۹ در مزرعه سیمولا رخ داد، سر زبان‌ها افتاد. در آن زمان کارل امیل مالْمِلین، کارگر مزرعه، کل خانواده هفت نفره‌اش را با تبر کشت. در مجموع، این حادثه به حدی وحشتناک بود که برای مدت طولانی بر شهرت نورْمیارْوی تأثیر گذاشت و به این محله لقبی مانند مورهایارْوی (کنایه از دریاچه قتل) داد. در آن زمان، این حادثه بدترین قتل‌عام فنلاند از زمان قتل‌عام تورکو (مشهور به حمام خون) در سال ۱۵۹۹ (تقریبا ۳۰۰ سال قبل) بود.

#### جنگ جهانی دوم
در طول جنگ داخلی فنلاند، پس از نبرد هلسینکی، نیروهای آلمانی در ۱۹ آوریل ۱۹۱۸ کِلاوْکْکالا را در یک ساعت و نیم فتح کردند.

## جغرافیا
فاصله کِلاوْکْکالا تا اسپو حدود ۵ کیلومتر و تا مرز وانتا حدود ۳ کیلومتراست، به همین دلیل کِلاوْکْکالا بسیار نزدیک به منطقه پایتخت هلسینکی بزرگ است.
فرودگاه هلسینکی حدود ۲۰ دقیقه با وسیله نقلیه از کِلاوْکْکالا فاصله دارد.
کِلاوْکْکالا حدود ۴۳ کیلومتر مربع (حدود ۱۷ مایل مربع) را در بر می‌گیرد. این روستا بیشتر حومه شهری و شهری با چشم‌اندازهای روستایی است. در کنار این دهکده دریاچه والکیاروی، به وسعت حدود ۱٫۵ کیلومتر مربع (حدود ۰٫۶ مایل مربع) قرار دارد.
ایسوسو به عنوان یک منطقه حفاظت شده طبیعی در بخش جنوبی روستای کِلاوْکْکالا واقع شده‌است و شامل یک مرداب ۳۶۶ هکتاری است. به همین دلیل است که این مرداب تقریباً به‌طور کامل متعلق به دولت است. خلاش گنبدی و پوداب عمده زمین‌های ایسوسو را شکل داده‌است.

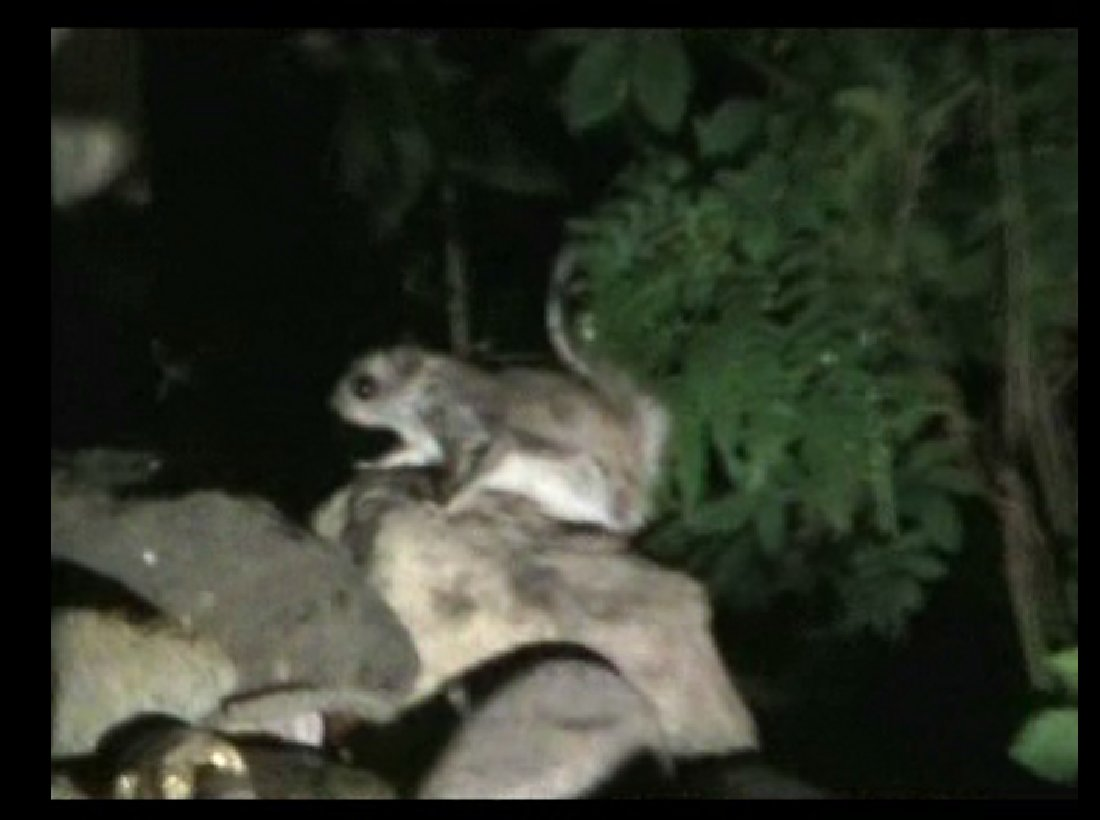
سنجاب پرنده سیبریایی که در فنلاند به عنوان گونه‌ای آسیب‌پذیر تعریف می‌شود، در کِلاوْکْکالا یک گونه بشدت محافظت شده‌است.

حدود یک کیلومتر دورتر از مرکز کِلاوْکْکالا، مزرعه‌ای به نام اُوْلین آلپاکْکاتیلا وجود دارد که به‌خاطر آلپاکا (نوعی لاما) معروف است.

## نگارخانه

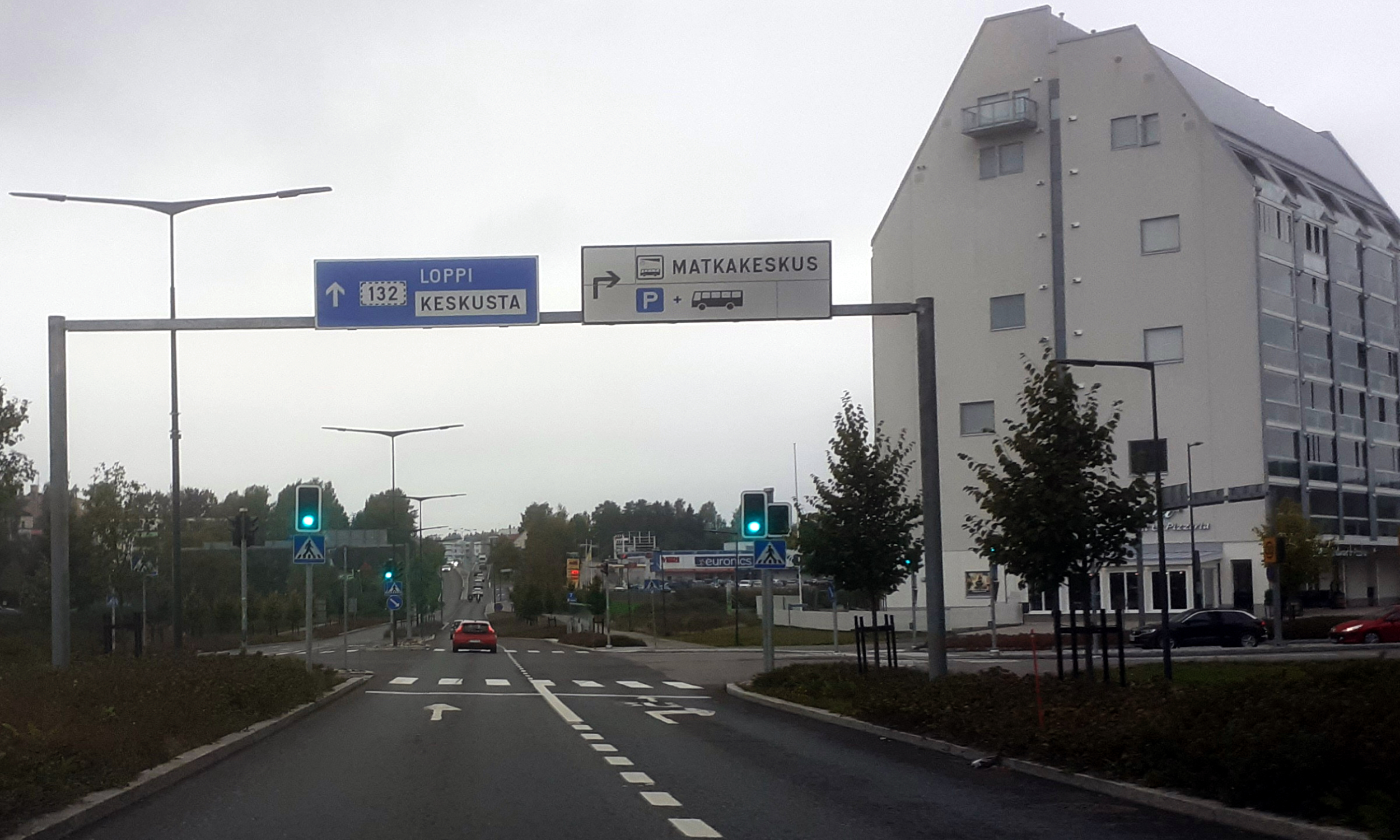
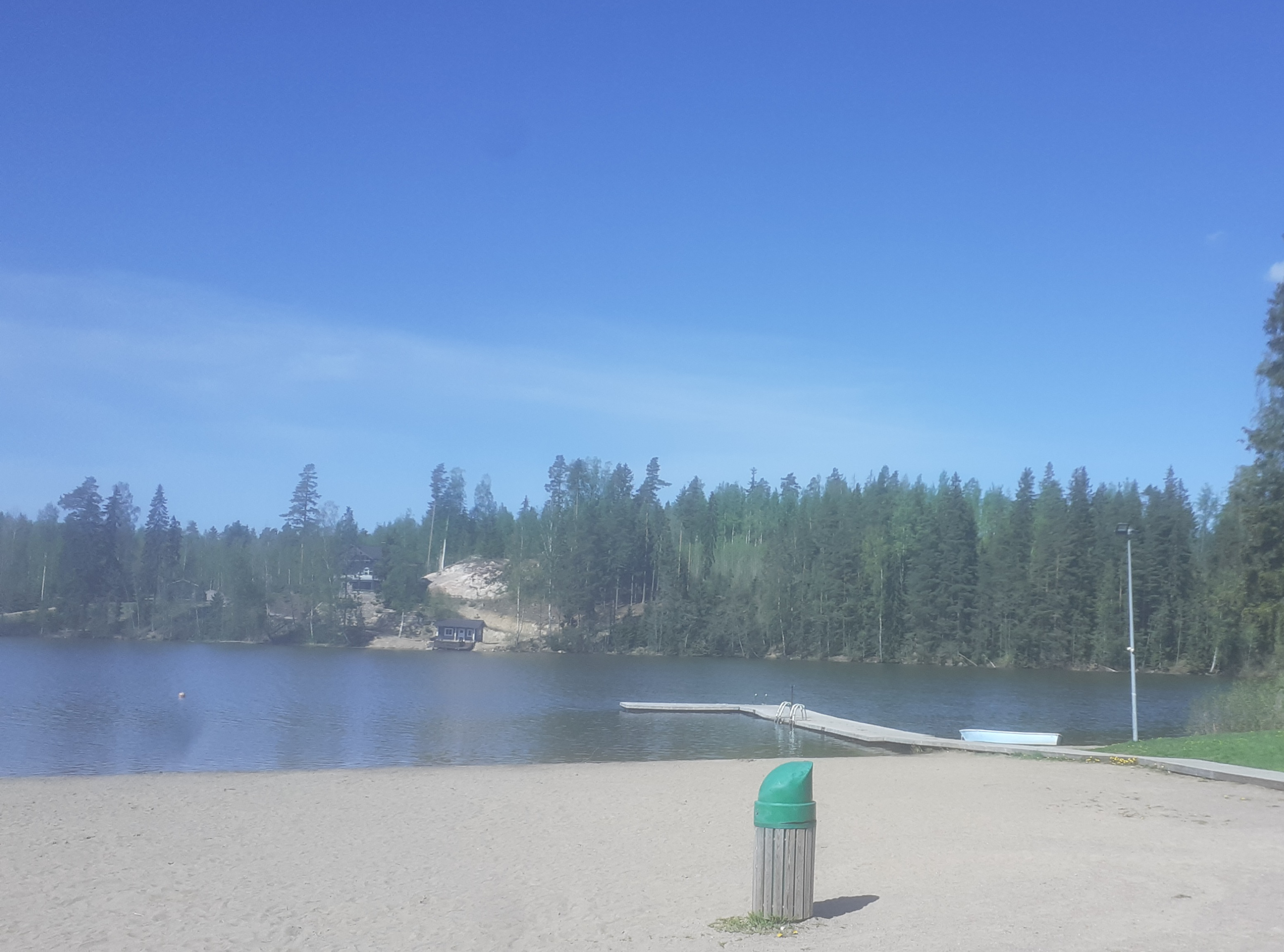
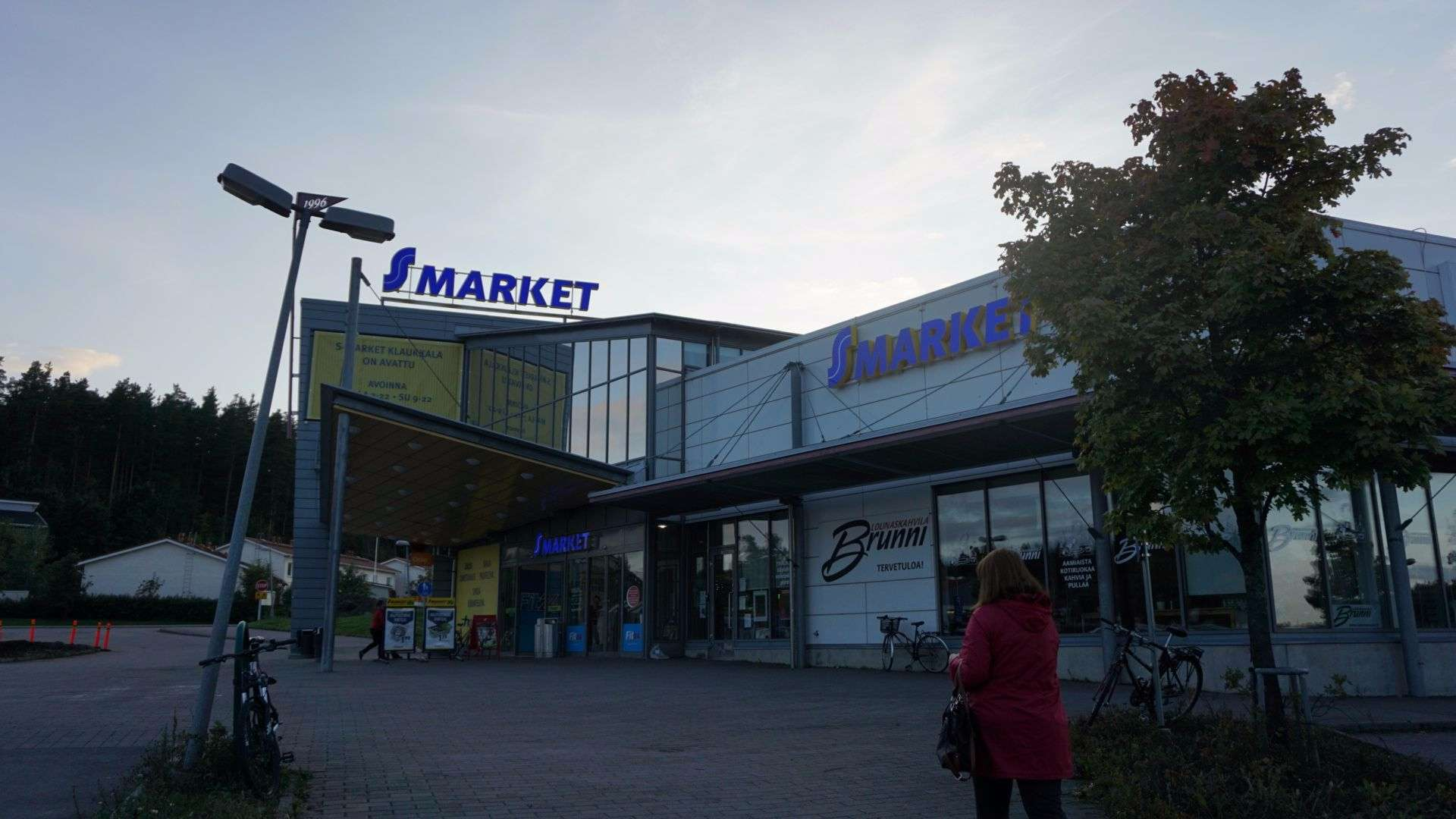
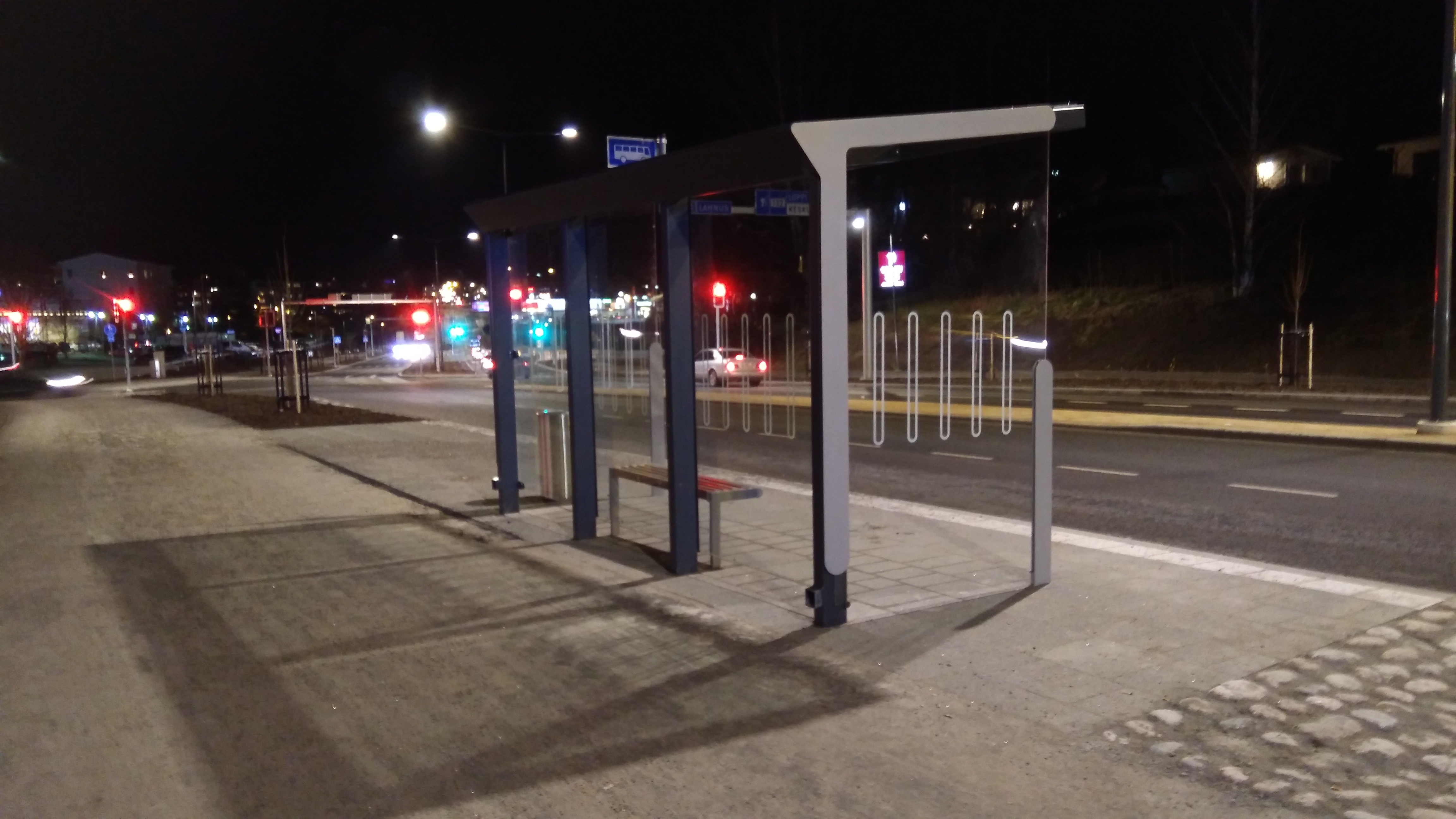
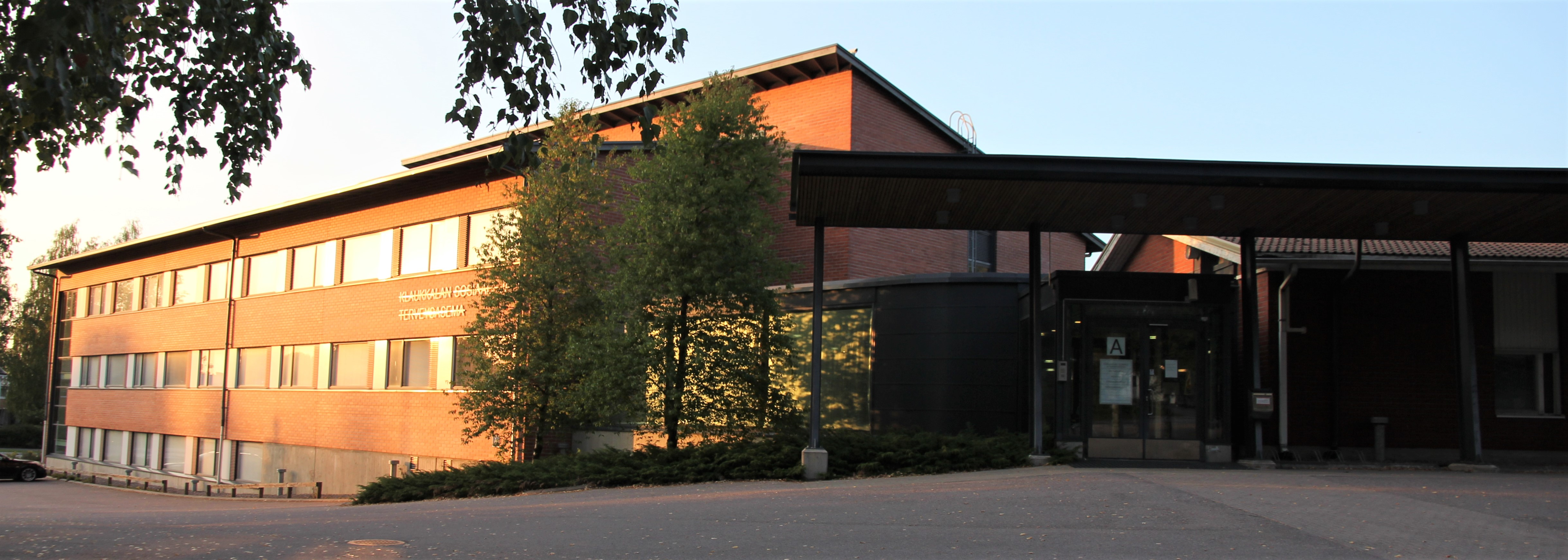
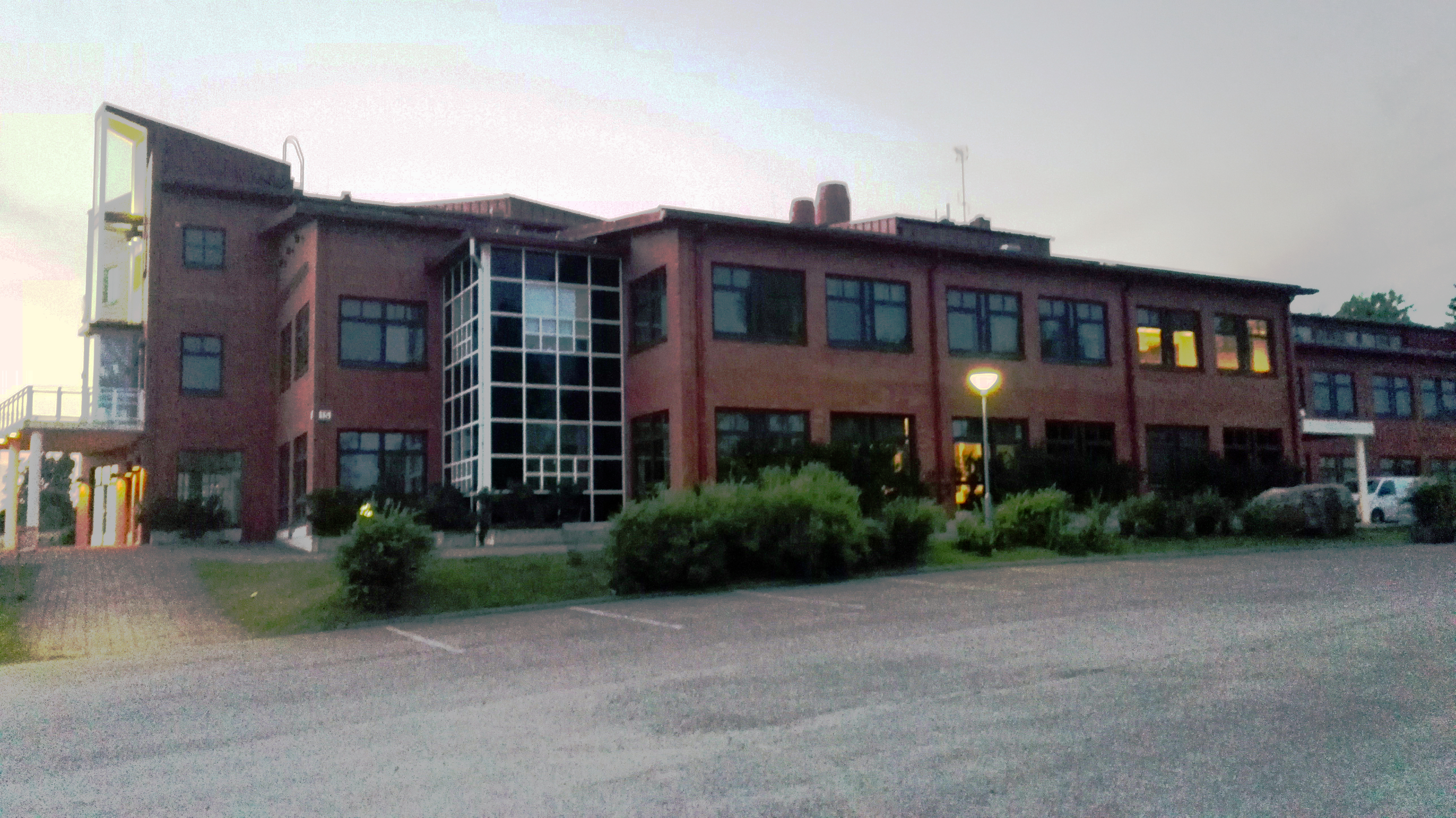
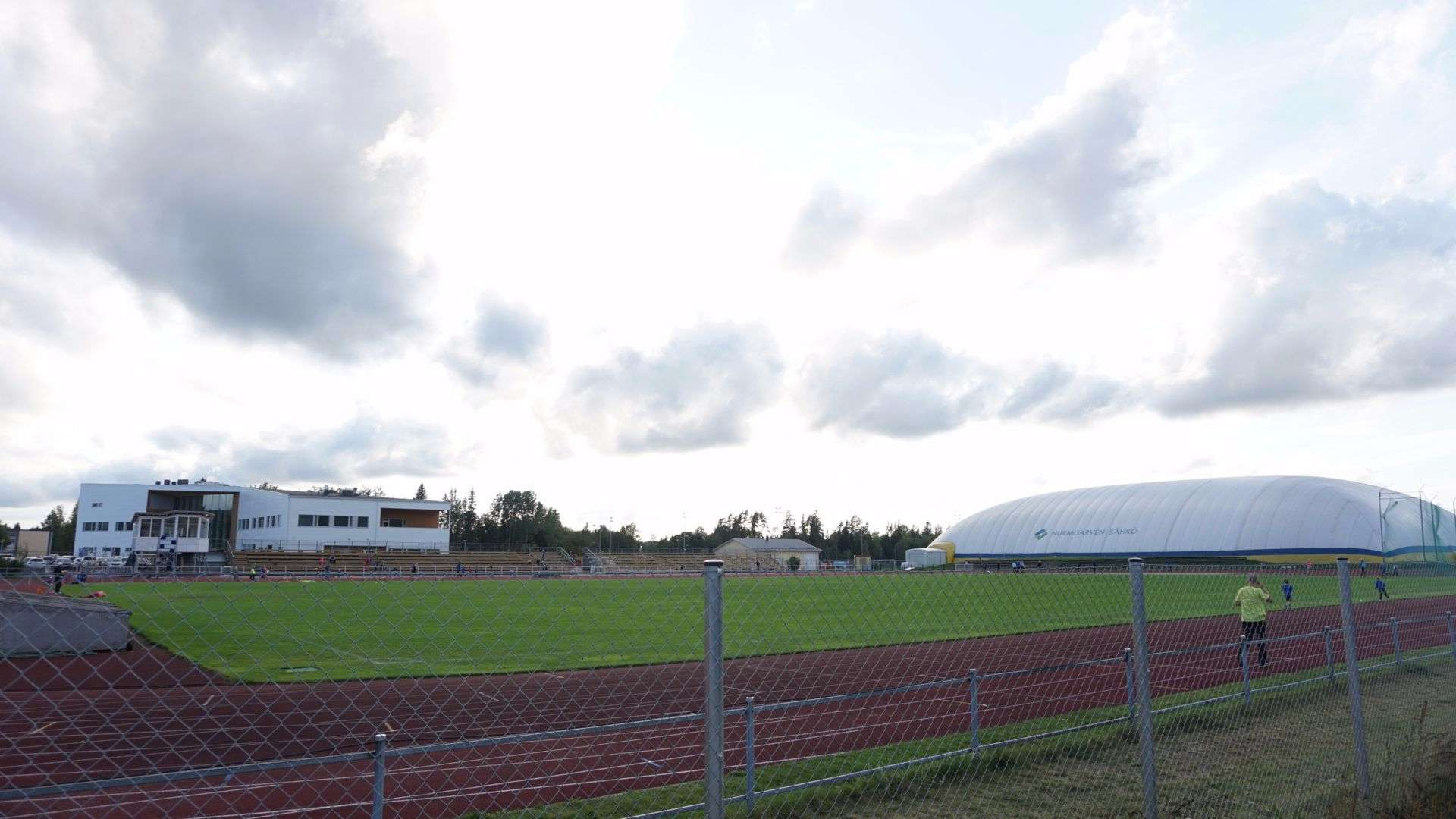
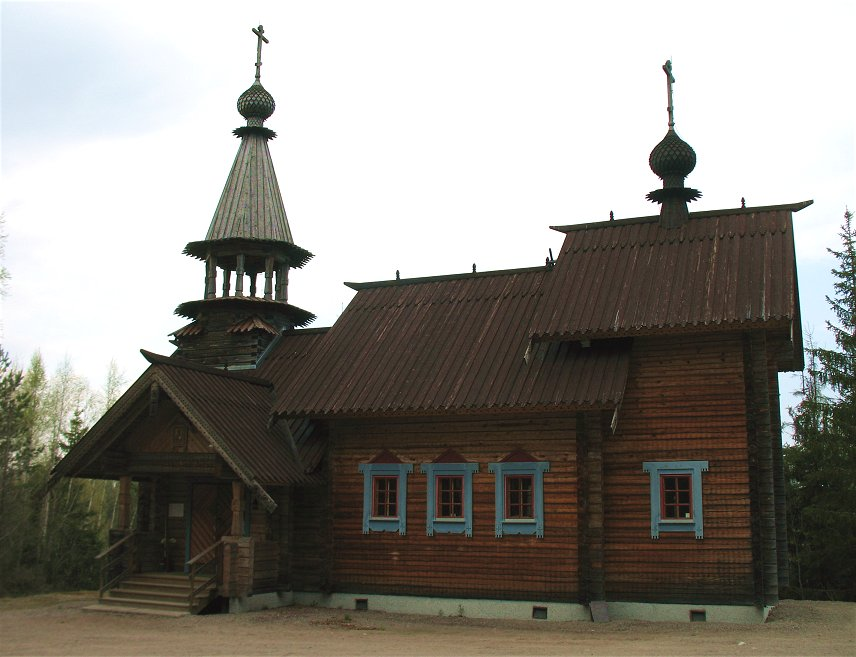